# Carposina sublucida
Carposina sublucida is een vlinder uit de familie Carposinidae. De wetenschappelijke naam is voor het eerst geldig gepubliceerd in 1988 door Diakonoff.
De soort komt voor in Europa.